# Husí potok (přítok Odry)
Husí potok je potok v okresech Opava a Nový Jičín v Moravskoslezském kraji, levostranný přítok řeky Odry. Délka jeho toku činí 27,2 km. Plocha povodí měří 142,6 km².

## Průběh toku
Husí potok pramení severně od Větřkovic v nadmořské výšce okolo 500 m. Nejprve teče jižním až jihovýchodním směrem přes Větřkovice, Dolejší Kunčice a Vlkovice, pod nimiž se postupně obrací na východ. Dále protéká Jerlochovicemi a Fulnekem, kde jej posiluje zleva přitékající Gručovka, která je jeho největším přítokem. Pod tímto soutokem směřuje jeho tok opět na jihovýchod, protéká Stachovicemi a Hladkými Životicemi. V tomto úseku je údolím potoka vedena železniční trať č. 277 Suchdol nad Odrou – Fulnek. V Hladkých Životicích překonává údolí potoka estakádou další významná komunikace dálnice D1. Do řeky Odry se potok vlévá jižně od Pustějova v nadmořské výšce 238 m.

### Větší přítoky
- Červenka (hčp 2-01-01-082) – levostranný přítok s plochou povodí 6,6 km².[2]
- Kamenný potok (hčp 2-01-01-084) – pravostranný přítok s plochou povodí 10,1 km².[2]
- Stříbrný potok (hčp 2-01-01-086) – levostranný přítok s plochou povodí 6,7 km².[2]
- Gručovka (hčp 2-01-01-088) – levostranný a celkově největší přítok Husího potoka s plochou povodí 38,1 km².[2]
- Jestřábí potok (hčp 2-01-01-094) – pravostranný přítok s plochou povodí 6,4 km².[2]
- Kostelecký potok (hčp 2-01-01-096) – levostranný přítok s plochou povodí 4,5 km².[2]
- Děrenský potok (hčp 2-01-01-098) – levostranný přítok s plochou povodí 20,5 km².[2]

## Vodní režim
Průměrný průtok u ústí činí 0,70 m³/s. Stoletá voda zde dosahuje 60,0 m³/s.
Hlásný profil:
| místo  | říční km | plocha povodí | průměrný průtok (Qa) | stoletá voda (Q100) |
| ------ | -------- | ------------- | -------------------- | ------------------- |
| Fulnek | 10,36    | 58,97 km²     | 0,35 m³/s            | 39,8 m³/s           |